# چیپیلوو (استان ماسوویان)
چیپیلوو (به لهستانی:  Ciepielów) یک روستا در لهستان است که در گمینا چیپیلوو واقع شده‌است. چیپیلوو ۷۷۰ نفر جمعیت دارد.